# Túnel de la ciencia

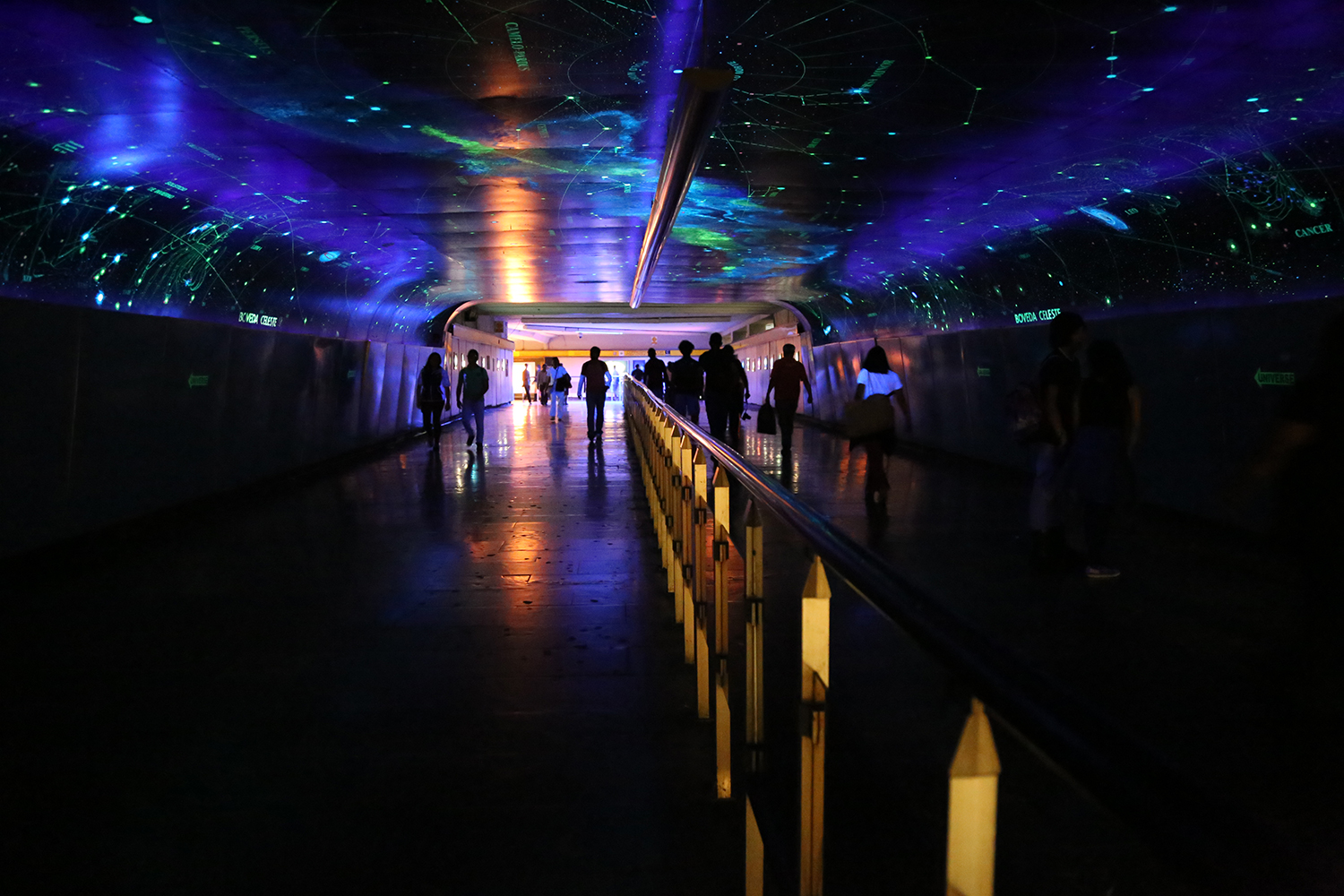
Túnel de la ciencia.

El Túnel de la ciencia se inauguró el 30 de noviembre de 1988 y se encuentra en el pasillo de transbordo de la estación La Raza, correspondiente a las Líneas 3 y 5 del Metro de la Ciudad de México, está asentado en una superficie de 6,177m²  con una extensión aproximada de un kilómetro en ambas direcciones. Cuenta con una exposición permanente de fotografías sobre astronomía y otra temporal, llamada "Darwin. Apto para todas las especies", la cual estuvo disponible hasta finales de 2017.

## Inauguración
El "Túnel de la ciencia" fue diseñado con la finalidad de acercar a los niños y jóvenes a la divulgación científica. 
El diseño estuvo a cargo de la Sociedad Mexicana para la Divulgación de la Ciencia y la Técnica (Somedicyt)  basado en un proyecto postulado por Luis Estrada Martínez y dirigido por Mauricio Fortes, Juan Tonda, José de la Herrán y los ingenieros del Metro, aprovechando la afluencia de usuarios que diariamente recorren el transbordo, en el 2016 la afluencia de la estación "La Raza" en la línea 3 fue de 11,237,304 usuarios, mientras que en la línea 5 fue de 3,484, 215 usuarios.
El "Túnel de la ciencia" fue abierto al público el 30 de noviembre de 1988.

## Bóveda Celeste
En la parte central del pasillo se encuentra la "Bóveda Celeste" en donde se representan las doce constelaciones en tamaño escala. La muestra fue hecha en 2009 a cargo de personal del Museo de las Ciencias (Universum) y la compañía Universe.

## Libro Club "Mónica Lavín"
En 2014, se inauguró en el Museo Túnel de la Ciencia el Libro Club "Mónica Lavín" el cual, cuenta con una colección de más de 2500 obras de diferentes autores. Constantemente se imparten diversos talleres, conferencias y vídeos de diversos temas científicos y culturales.

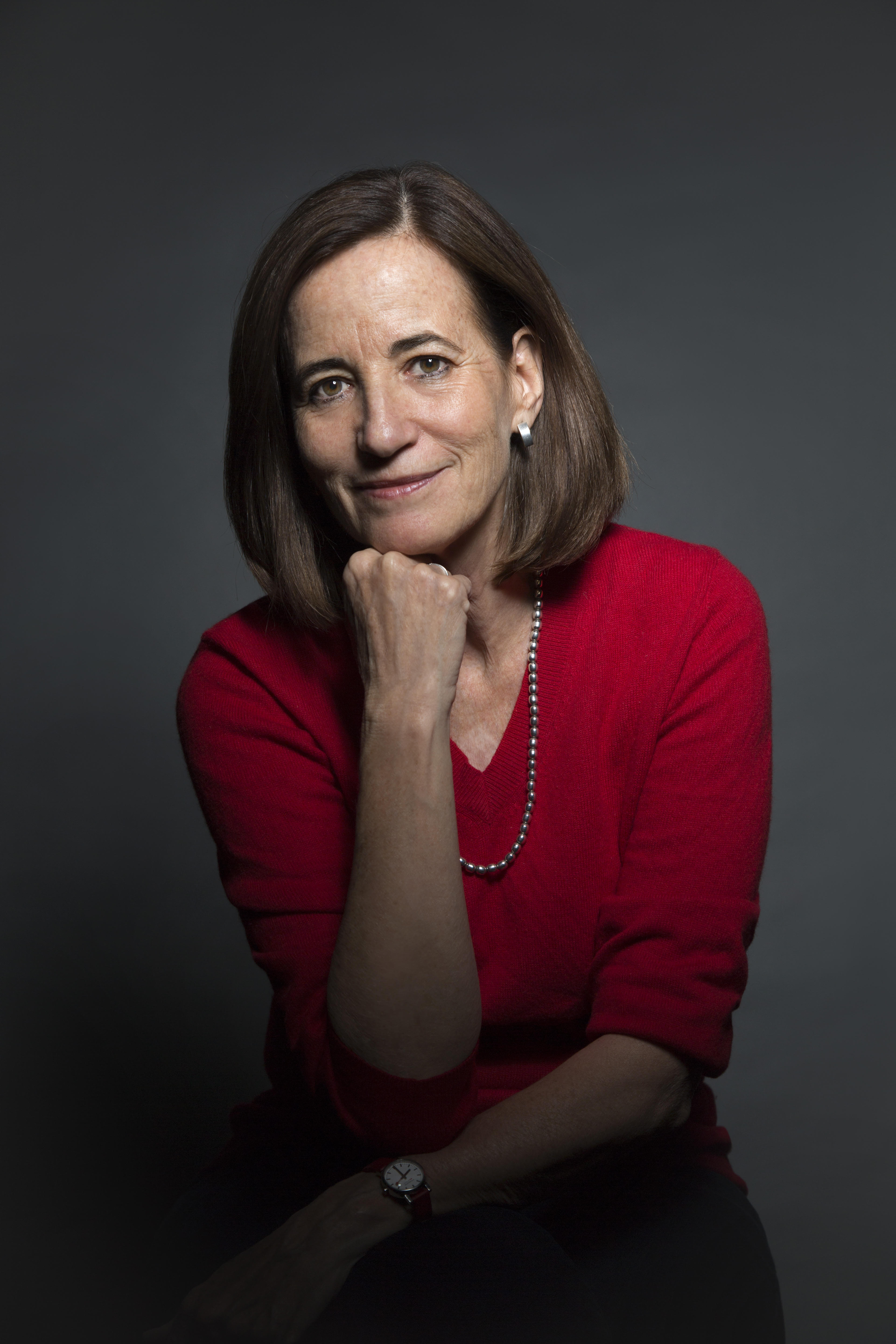
Mónica Lavín, escritora y periodista mexicana.

## Exhibiciones

### Drones, submarinos y exoesqueletos. Unión franco-mexicana en el Cinvestav
En agosto de 2015, el Centro de Investigación y de Estudios Avanzados (Cinvestav) exhibió una muestra de instrumentos de navegación aérea y submarina desarrollados por estudiantes mexicanos. En donde se reunieron infografías, fotografías y prototipos de los sistemas autónomos de navegación aérea y submarina generados en la Unidad Mixta Internacional-Laboratorio Franco Mexicano de Informática y Automática (UMI-LAFMIA) liderada por el Dr. Sergio Salazar Cruz.

### Darwin. Apto para todas las especies
En junio de 2014 se celebró en el Antiguo Colegio de San Ildefonso la exposición "Darwin. Apto para todas las especies", la cual fue una muestra de artefactos, manuscritos, y objetos interactivos  de Charles Darwin. Posteriormente fue adaptado al Túnel de la Ciencia como actividad extramuros por parte del Consejo Nacional para la Cultura y las Artes (CONACULTA) y la Universidad Nacional Autónoma de México (UNAM). La galería consta de 62 cuadros luminosos en donde se detalla información respecto a la teoría evolutiva de Darwin.